# Brigitte Schlegelberger

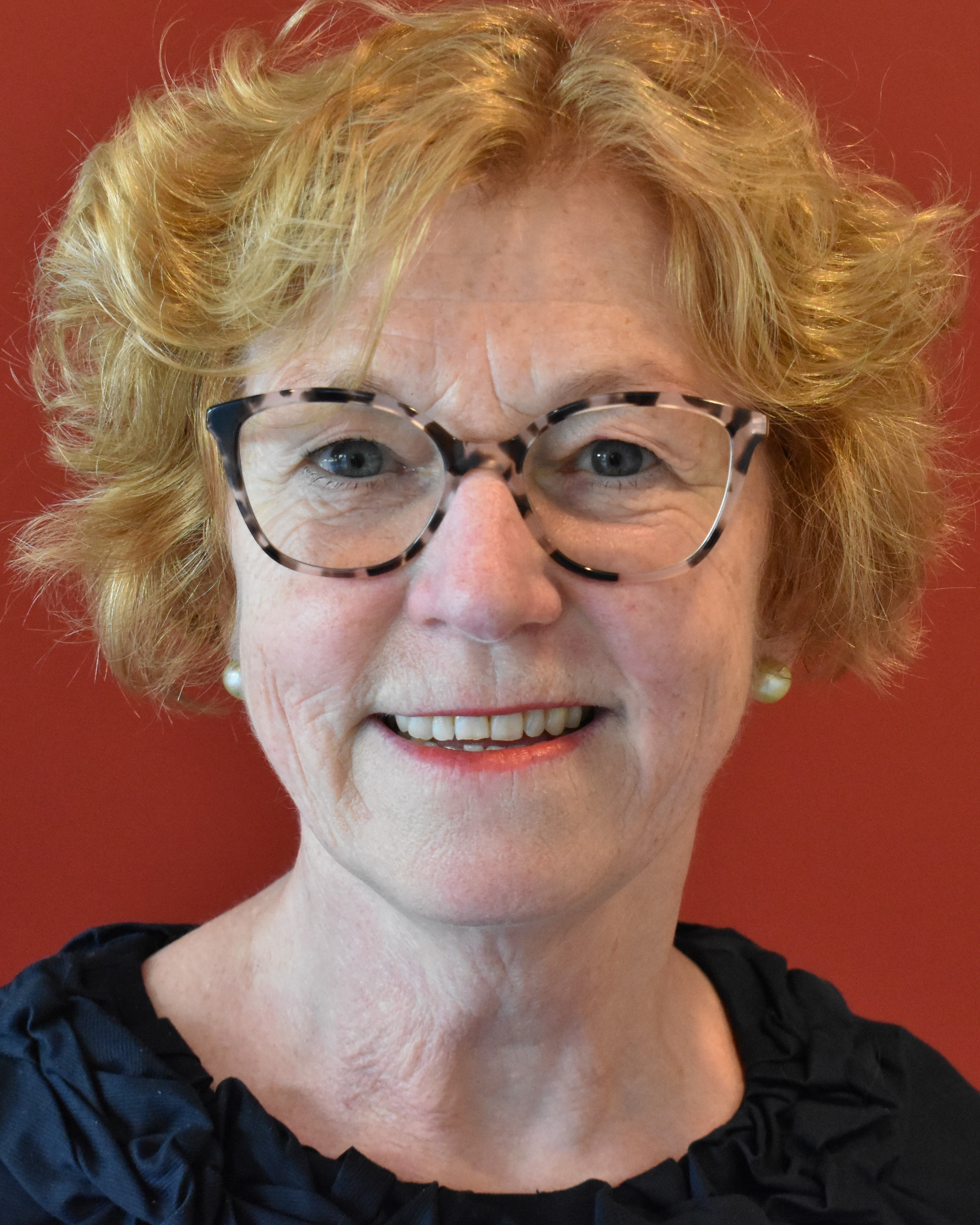
Brigitte Schlegelberger

Brigitte Schlegelberger (* 1956) ist eine deutsche Humangenetikerin, Hochschullehrerin und ehemalige Direktorin des Instituts für Humangenetik an der Medizinischen Hochschule Hannover.

## Beruflicher Werdegang
Brigitte Schlegelberger studierte Humanmedizin an der Ludwig Maximilian-Universität München und an der Christian-Albrechts-Universität zu Kiel. Nach der Ausbildung zur Ärztin promovierte Schlegelberger 1984 in Kiel.
Am Institut für Humangenetik der Universität Kiel folgten Stationen als stellvertretende Institutsdirektorin, Habilitation für das Fach Humangenetik (bei Werner Grote), C3-Hermann- und Lilly-Stiftungsprofessur sowie eine C3-Professur auf Lebenszeit für Humangenetik. Forschungs- und Studienaufenthalte führten Schlegelberger ans Karolinska-Institut Stockholm (bei Lore Zech), an die University of Chicago, IL, an das Memorial Sloan Kettering Cancer Center, New York, an das British Columbia Cancer Center, Vancouver, Kanada und an das St. Jude Children’s Research Hospital, Memphis, TN, USA.
2001 wurde sie als Ordinaria an die Medizinische Hochschule Hannover berufen. Dort leitete sie als Direktorin das Institut für Zell- und Molekularpathologie. Die Medizinische Hochschule Hannover (MHH) fusionierte zum 1. Juli 2014 das Institut für Zell- und Molekularpathologie und das Institut für Humangenetik zum Institut für Humangenetik. Die Leitung bekam Schlegelberger, die damit die Nachfolge von Jörg Schmidtke übernahm. Wissenschaftlicher Schwerpunkt des Instituts für Humangenetik ist die Erforschung genetisch bedingter Krebserkrankungen.
Zum Mai 2023 übergab Schlegelberger die Leitung des Instituts an Nataliya Di Donato.

## Schriften (Auswahl)
- mit Ansgar Gerhardus, Henriette Schleberger und Friedrich W. Schwartz (Hrsg.): BRCA – Erblicher Brust- und Eierstockkrebs: Beratung – Testverfahren – Kosten. Springer, Heidelberg / Berlin 2007, ISBN 3-540-24441-7
- mit Christa Fonatsch, Klaus Ruckpaul und Detlev Ganten (Hrsg.): Numerische Strömungssimulation von hämatologischen Neoplasien. Springer, Heidelberg / Berlin 2003, ISBN 3-540-41640-4
- Weitere (335) Publikationen über PubMed.